# Krishna Prasad Bhattarai
Krishna Prasad Bhattarai (ur. 13 grudnia 1924, zm. 4 marca 2011) – nepalski polityk, przywódca polityczny, premier.
Bhattarai był dwukrotnie premierem Nepalu, pierwszy raz jako premier rządu tymczasowego od 19 kwietnia 1990 do 26 maja 1991, a następnie jako wybrany premier od 31 maja 1999 do 22 marca 2000.
Bhattarai aktywnie uczestniczył w ruchu demokratycznym Nepalu od samego jego powstania. Konstytucja Nepalu (1990) została ogłoszona, gdy był premierem tymczasowego rządu.